# David Canino
David Canino es un deportista puertorriqueño que compitió en judo. Ganó una medalla de bronce en el Campeonato Panamericano de Judo de 1965, en la categoría abierta.

## Palmarés internacional
| Campeonato Panamericano | Campeonato Panamericano         | Campeonato Panamericano | Campeonato Panamericano |
| Año                     | Lugar                           | Medalla                 | Categoría               |
| ----------------------- | ------------------------------- | ----------------------- | ----------------------- |
| 1965                    | Ciudad de Guatemala (Guatemala) | Medalla de bronce       | Abierta                 |